# Sant Jaume de la Móra
Sant Jaume de la Móra és una església a l'entrada del poble de la Móra, al costat de l'antic fossar, al municipi de Granyanella (Segarra), inclosa a l'Inventari del Patrimoni Arquitectònic de Catalunya.
L'indret on és aquesta església apareix documentat des del 1120.
A la façana hi ha la porta d'accés amb arc de mig punt adovellat i decorada amb una arquivolta, damunt de la qual hi trobem un ull de bou i un campanar de cadireta de tres ulls de grans proporcions respecte a la resta de l'església. Encarat a l'est, ens apareix l'absis de l'església de planta semicircular i amb la presència d'una finestra amb un arc de mig punt monolític. El mur de està format per carreus irregulars i amb coberta a dues aigües.
Pel que fa al seu interior, està coberta per volta de canó rebaixada i amb petxines, reforçada per dos arcs torals, i amb l'absis cobert amb volta de quart d'esfera. A banda i banda, s'obren dues capelles mitjançant arcs de mig punt rebaixats.
Sant Jaume de la Móra és una església sufragània de la parròquia de Sant Pere del Talladell, del Bisbat de Solsona.